# Triaspis daci
Triaspis daci är en stekelart som först beskrevs av Szepligeti 1911.  Triaspis daci ingår i släktet Triaspis och familjen bracksteklar. Inga underarter finns listade i Catalogue of Life.